# Isla Marchena
Isla Marchena är en ö i Ecuador.   Den ligger i provinsen Galápagos, i den västra delen av landet, 1 300 km väster om huvudstaden Quito. Arean är 173 kvadratkilometer.
Terrängen på Isla Marchena är lite kuperad. Öns högsta punkt är 328 meter över havet. Den sträcker sig 12,3 kilometer i nord-sydlig riktning, och 15,8 kilometer i öst-västlig riktning.